# انتخابات شهرداری‌های جمهوری دومینیکن (۲۰۲۰)
انتخابات شهرداری‌های جمهوری دومینیکن (به انگلیسی: 2020 Dominican Republic municipal elections) قرار بود برای انتخابات مقامات محلی کشور در ۱۶ فوریه ۲۰۲۰ برگزار شود. این انتخابات که برای انتخاب مقامات از جمله (شهرداران، معاونین شهرداری‌ها، اعضای انجمن شهر، مدیران، معاونان مدیر در شهرداری‌ها) جمهوری دومینیکن مشخص شده بود، به دلیل مشکلاتی که در زمان انتخابات پیش‌آمد، قرار شد در ۱۵ مارس ۲۰۲۰ برگزار شود. این اولین انتخابات شهرداری‌ها از ۱۹۶۸ تا کنون به‌شمار می‌رود.
بعد از لغو شدن انتخابات، درهنگام رای‌گیری دربرخی استانهای سانتو دومینگو اعتراضاتی شکل گرفت که حداقل دو کشته و تعدادی زخمی برجای گذاشت.

## نظام انتخاباتی
شهرداریها در جمهوری دومینیکن تحت مدیریت شوراهای شهراست و جزو نهادهای اصلی سیاسی کشور به‌شمار می‌روند. شورای شهر دارای یک شخصیت حقوقی مستقل است و قوه اجرایی آن شورای شهر به ریاست شهردار است که یک مجمع عمومی مشاوران (قوه مقننه محلی) دارد بعلاوه دفتر شهردار معروف به آلکالدیا. شهرداری‌ها غالباً به فرمانداری‌های شهرداری تقسیم می‌شوند که تحت نظارت ارگان‌های غیرمتمرکز موسوم به شوراهای فرمانداری هستند و این شوراها شامل یک مدیر منطقه و مجموعه ای از مشاوران منطقه‌ای می‌باشند.

## تاریخچه
دومینیکن اولین سرزمینی در قاره آمریکا است که اروپایی‌ها در آن استقرار یافتند و پایتخت آن، سنت دومینگو نیز اولین پایتخت مستعمراتی در این قاره است.
دومینیکن در جزیره هیسپانیولا قرار دارد که کریستف کلمب در سال ۱۴۹۲ آن را مستقیماً تحت حاکمیت اسپانیا اعلام کرد.
در سال ۱۷۹۵ و در پی نبردهای اسپانیا با جمهوری تازه تأسیس فرانسه اسپانیا اداره سانتو دومینگو را طبق قرار داد باسل به فرانسویان واگذار کرد.
در سال ۱۸۰۸ مقارن با حمله ناپلئون به اسپانیا، سفید پوستان سانتو دومینگو علیه حاکمیت فرانسه در جزیره هیسپانیولا قیام کردند و با کمک بریتانیا که در آن زمان از متحدان اسپانیا بود و هاییتی، مجدداً اداره سانتو دومینگو را به اسپانیایی‌ها بازگرداندند.
در سال ۱۸۲۰ یکی از فرمانداران سابق اسپانیا در دومینیکناستقلال این کشور از استعمار اسپانیا را اعلام کرد. اما عمر استقلال دومینیکن چندان طولانی نبود و ۹ ماه بعد نیروهای هاییتی به دومینیکن حمله کردند و این منطقه را تحت تصرف خود درآوردند.
در سال ۱۸۳۸ تلاش‌ها مجدداً برای استقلال دومینیکن بالا گرفت و در نهایت با تشکیل انجمنهای مخفی و پیگیری مبارزات برای کسب استقلال، دومینیکن در سال ۱۸۴۴ از هاییتی استقلال یافت و در نوامبر همین سال نیز اولین قانون اساسی دومینیکن تدوین شد.
دومینیکن ۳۱ سال (۱۹۳۰–۱۹۶۱) تحت حکومت دیکتاتوری رافائل تروخیو (Rafael Trujillo) بود. این دوران در ادبیات جهان نیز بازتاب یافته‌است.

## نظام انتخاباتی
شهرداریها در جمهوری دومینیکن تحت ریاست یک شورای مدیریتی که شامل مؤسسات اساسی سیاسی در کشور هستند، اداره می‌شوند. این شورا شخصیت حقوقی مستقلی دارد و دارای دو هیئت حکومتی است، شورای شهرداری‌ها متشکل از شهردار و یک مجمع عمومی است که شامل مشاوران (قوه مقننه محلی) و دفتر شهردار معروف به آلکالدیا است که تحت ریاست شهردار قرار دارد. شهرداری‌ها غالباً به ولسوالی‌های شهرداری تقسیم می‌شوند که تحت نظارت ارگان‌های غیرمتمرکز وابسته به شهرداری‌ها قرار دارند. معروف به شوراهای ولسوالی‌ها (که هیئت مدیره به‌شمار می‌روند) متشکل از یک مدیر منطقه و مجموعه ای از مشاوران منطقه (آواز) قرار دارند.
شهر سانتو دومینگو دو گوزمن در استان دیستریتو ناسیونال قرار دارد، و مقر دولت کنونی در آنجا مستقر است، این مکان همچنان که در ملل فدرال معمول است، از وضعیت ویژه ای برخوردار است.